# Himantura alcockii
La pastinaca macchiepallide (Himantura alcockii) è una specie di pastinaca della famiglia dei Dasiatidi. È strettamente imparentata con la pastinaca macchiebianche (H. gerrardi), tanto che molti autori le considerano entrambe come appartenenti alla stessa specie.

## Distribuzione
Vive solamente nelle acque dell'oceano Indiano orientale, dall'India all'Indonesia, ma essendo una specie poco nota l'areale esatto è sconosciuto. L'olotipo venne catturato nel 1909 al largo di Puri, nell'Orissa (India).